# Cicloeptano
Il cicloeptano è un cicloalcano avente formula bruta C7H14. A temperatura ambiente è un liquido incolore dall'aspetto oleoso e dal lieve odore tipico degli idrocarburi. È un composto infiammabile e nocivo per inalazione e a contatto con la pelle. I vapori ad alte concentrazioni sono irritanti per gli occhi e possono provocare effetti sedativi e ipoventilazione respiratoria.

## Utilizzi
Il cicloeptano è utilizzato come solvente organico apolare e come composto di partenza per la produzione di altre sostanze come cicloeptani e cicloesani sostituiti e farmaci.

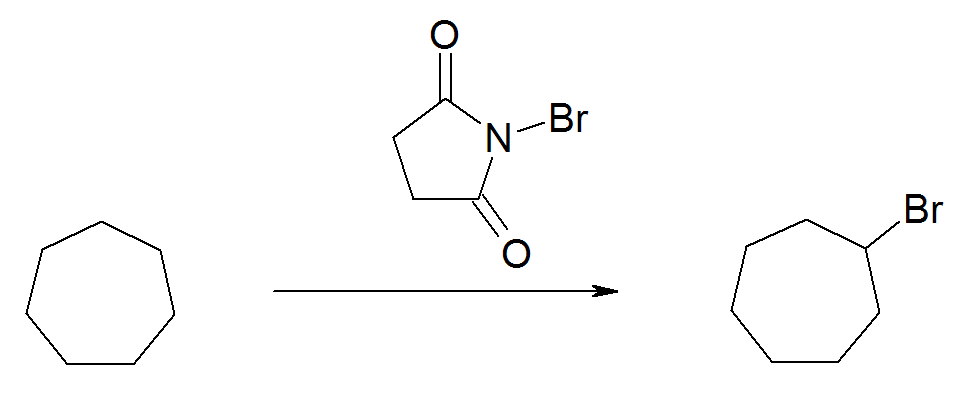
Bromurazione del cicloeptano

Sintesi del metilcicloesano